# Ipotesi della simulazione
L'ipotesi della simulazione o teoria della simulazione sostiene l'idea che tutta la realtà, inclusi il pianeta Terra e l'universo, non siano altro che una simulazione artificiale. Alcune versioni si basano sullo sviluppo di una realtà simulata, una supposta tecnologia che apparirebbe abbastanza realistica da convincere gli abitanti che la simulazione sia reale. Questa affascinante ipotesi è stata utilizzata come espediente narrativo in molti libri e film di fantascienza.

## Origini
La tesi che vede la realtà come illusione affonda le sue radici in lunghi dibattiti filosofici e scientifici. Questa ipotesi scetticista viene elaborata già a partire dall'antichità: alcuni esempi sono il "Sogno della Farfalla" di Zhuāngzǐ o le dottrine filosofiche e religiose indiane di Māyā.

## Ipotesi della simulazione
(Nick Bostrom, Are you living in a computer simulation?, 2003)

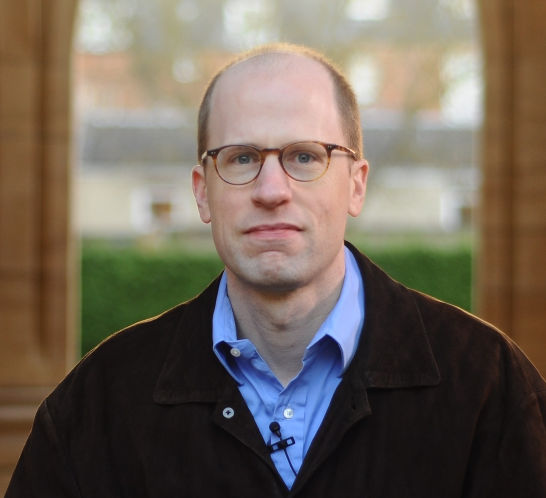
Nick Bostrom nel 2014

Nel 2022, il fisico Melvin Vopson, dell’Università di Portsmouth, ha sviluppato una teoria analoga, l'universo simulato, collegandola alla speculazione scientifica nota come fisica dell'informazione, la quale suggerisce che la realtà sia fondamentalmente costituita da frammenti di informazione. Un'ipotesi successiva di Vopson riguarda ciò che ha chiamato "seconda legge della dinamica dell’informazione", o infodinamica, che andrebbe a bilanciare o a invertire la tendenza universale all'entropia..

### Realtà simulata
Il concetto di realtà simulata si riferisce a uno scenario nel quale l'intero universo percepito dagli individui sarebbe, in realtà, una simulazione artificiale così realistica da risultare indistinguibile da una realtà "genuina". Tale ipotesi, con radici nella filosofia classica e nel pensiero contemporaneo, assume che le esperienze coscienti possano verificarsi all'interno di un contesto simulato, creato da una civiltà tecnologicamente avanzata o da entità superiori. 
A differenza della realtà virtuale, dove il soggetto è consapevole della natura fittizia dell'ambiente, nella realtà simulata non vi è alcuna consapevolezza di trovarsi all'interno di una simulazione.
Nella storia della filosofia, il concetto trova prime formulazioni nel mito della caverna di Platone, e nell'ipotesi del genio maligno di Cartesio. In tempi più recenti la teoria è stata riformulata, tra gli altri, dal filosofo Nick Bostrom, che ha ipotizzato una rilevante probabilità statistica che l'umanità viva già all'interno di una simulazione.
Il tema è ampiamente rappresentato nella cultura di massa, ad esempio nei film Matrix e Il tredicesimo piano, e nella narrativa di Philip K. Dick.
All'interno dell'ipotesi della simulazione, il concetto di realtà simulata rappresenta il limite estremo: l'intero universo osservabile come frutto di una elaborazione artificiale perfettamente credibile.